# Dauna. Lo que lleva el río
Lo que el río se llevó ( Spanish   ) es una película dramática venezolana de 2015 dirigida por Mario Crespo. La película está hablada en warao. Fue seleccionada como la entrada venezolana a la Mejor Película en Lengua Extranjera en los 88º Premios Oscar, pero no fue nominada. 

## Elenco
- Eddie Gómez como Tarsicio
- Yordana Medrano como Dauna
- Diego Armando Salazar como Padre Julio